# Diastereomer
| Diastereomers that are also epimers | Diastereomers that are also epimers |
| ----------------------------------- | ----------------------------------- |
|                                     |                                     |
|                                     |                                     |
| D-threose                           | D-erythrose                         |

Diastereomerer (eller diastereoisomerer) är molekyler som förhåller sig till varandra som stereoisomerer samtidigt som de inte är varandras spegelbilder. Följaktligen uppstår de när två eller flera stereoisomerer av en förening har olika konfigurationer vid en eller flera (men inte alla) av ekvivalenta (relaterade) stereocentra och inte är spegelbilder av varandra. När två diastereoisomerer skiljer sig från varandra vid endast ett stereocenter, är de epimerer. Varje stereocenter ger upphov till två olika konfigurationer och ökar således vanligtvis antalet stereoisomerer med en faktor två.  Diastereomerer kan ha olika fysikaliska egenskaper och olika förmåga att reagera med andra ämnen. Diastereomerer kan också definieras som par av isomerer med sinsemellan motstående konfigurationer på ett eller flera av sina kirala centra utan att vara spegelbilder av varandra. En given molekyl kan således förhålla sig som diastereomer gentemot en eller flera andra stereoisomera molekyler samtidigt som den förhåller som en enatiomer mot en och endast en molekyl, vilkens icke identiska spegelbild den är.
Ett exempel är dessa två monosackarider:
```
 CH=O        CH=O
 |           |
H
C
-OH     HO-
C
H
 |           |
HC-OH       HC-OH
 |           |
HC-OH       HC-OH
 |           |
 CH
2
OH       CH
2
OH

 

D
-
Ribos
    
D
-
Arabinos
```

Diastereomerer skiljer sig från enantiomerer genom att de senare är par av stereoisomerer som skiljer sig åt i alla stereocentra och därför är spegelbilder av varandra. Enantiomerer av en förening med mer än ett stereocentrum är också diastereomerer av de andra stereoisomererna av den föreningen som inte är deras spegelbild (det vill säga exklusive den motsatta enantiomeren). Diastereomerer har olika fysikaliska egenskaper (till skillnad från de flesta aspekter av enantiomerer) och ofta olika kemisk reaktivitet.
Diastereomerer skiljer sig inte bara i fysikaliska egenskaper utan också i kemisk reaktivitet - hur en förening reagerar med andra. Glukos och galaktos, till exempel, är diastereomerer. Även om de delar samma molvikt är glukos stabilare än galaktos. Denna skillnad i stabilitet gör att galaktos absorberas något snabbare än glukos i människokroppen.
Diastereoselektivitet är preferensen för bildandet av en eller flera diastereomerer framför den andra i en organisk reaktion. Generellt tillskrivs stereoselektivitet till vridnings- och steriska interaktioner i stereocentret som ett resultat av elektrofiler som närmar sig stereocentret i reaktion.

## Syn / anti
När enkelbindningen mellan de två centran är fri att rotera, blir cis/trans-deskriptorer ogiltiga. Två allmänt accepterade prefix som används för att skilja diastereomerer på sp³-hybridiserade bindningar i en molekyl med öppen kedja är syn och anti. Masamune föreslog deskriptorerna som fungerar även om grupperna inte är bundna till intilliggande kolatomer. Det fungerar också oavsett CIP-prioriteringar. Syn beskriver grupper på samma framsida medan anti beskriver grupper på motsatta framsidor. Konceptet gäller endast för zigzag-projektionen. Deskriptorerna beskriver endast relativ stereokemi snarare än absolut stereokemi. Alla isomerer är samma.

## Erytro / treo
Två äldre prefix som fortfarande används för att skilja diastereomerer är treo och erytro. När det gäller sackarider, när den dras i Fischer-projektionen, har erytroisomeren två identiska substituenter på samma sida och treo-isomeren har dem på motsatta sidor. När den ritas som en zig-zag-kedja har erytroisomeren två identiska substituenter på olika sidor av planet (anti). Namnen härrör från de diastereomera fyrkolsaldoserna erytros och treos. Dessa prefix rekommenderas inte för användning utanför sackaridområdet eftersom deras definitioner kan leda till motstridiga tolkningar.
En annan treoförening är treonin, en av de essentiella aminosyrorna. Erytrodiastereomeren av det är allotreonin.
|                                                     |
| L-Threonine (2S,3R) and D-Threonine (2R,3S)         |
|                                                     |
| L-Allothreonine (2S,3S) and D-Allothreonine (2R,3R) |

## Flera stereocenter
Om en molekyl innehåller två asymmetriska centra finns det upp till fyra möjliga konfigurationer, och de kan inte alla vara spegelbilder av varandra som inte kan överlappas. Möjligheterna för olika isomerer fortsätter att föröka sig när fler stereocentra läggs till en molekyl. I allmänhet kan antalet stereoisomerer av en molekyl bestämmas genom att beräkna 2n, där n  = antalet kirala centra i molekylen. Detta gäller förutom i de fall där molekylen har mesoformer. Dessa mesoföreningar är molekyler som innehåller stereocenter, men har ett inre symmetriplan som gör att det kan läggas ovanpå sin spegelbild. Dessa ekvivalenta konfigurationer kan inte betraktas som diastereomerer.
För n = 3 finns det åtta stereoisomerer. Bland dem finns det fyra par av enantiomerer: R,R,R och S,S,S; R,R,S och S,S,R; R,S,S och S,R,R; och R,S,R och S,R,S. Det finns många fler par av diastereomerer, eftersom var och en av dessa konfigurationer är en diastereomer med avseende på alla andra konfigurationer exklusive dess egen enantiomer (till exempel är R,R,R en diastereomer av R,R,S; R,S,R och R,S,S). För n = 4 finns det sexton stereoisomerer eller åtta par enantiomerer. De fyra enantiomera paren av aldopentoser och de åtta enantiomera paren av aldohexoser (undergrupper av sockerarterna med fem och sex kol) är exempel på uppsättningar av föreningar som skiljer sig åt på detta sätt.

## Diastereomerism vid en dubbelbindning
Dubbelbindningsisomerer betraktas alltid som diastereomerer, inte enantiomerer. Diastereomerism kan också förekomma vid en dubbelbindning, där de relativa cis vs trans-positionerna av substituenter ger två icke-superposabla isomerer. Många konformationella isomerer är också diastereomerer.
I fallet med diastereomerism som inträffar vid en dubbelbindning, används EZ eller entgegen och zusammen (tyska), för att notera nomenklaturen för alkener.

## Tillämpningar
Som nämnts tidigare kommer två diastereomerer inte att ha identiska kemiska egenskaper. Denna kunskap utnyttjas i kiral syntes för att separera en blandning av enantiomerer. Detta är principen bakom kiral upplösning. Efter framställning av diastereomererna separeras de genom kromatografi eller omkristallisation. Notera också exemplet på stereokemin av ketonisering av enoler och enolater.